# Fondali Capo Berta - Diano Marina - Capo Mimosa
Fondali Capo Berta - Diano Marina - Capo Mimosa este o arie protejată (arie specială de conservare — SAC, sit de importanță comunitară — SCI) din Italia întinsă pe o suprafață de 1.518 ha, integral marine.

## Localizare
Centrul sitului Fondali Capo Berta - Diano Marina - Capo Mimosa este situat la coordonatele 43°54′19″N 8°05′33″E / 43.905278°N 8.0925°E.

## Înființare
Situl Fondali Capo Berta - Diano Marina - Capo Mimosa a fost declarat sit de importanță comunitară în iunie 1995 pentru a proteja . Situl a fost protejat și ca arie specială de conservare în octombrie 2016.

## Biodiversitate
Situată în ecoregiunea mediteraneană, aria protejată conține 3 habitate naturale: Bancuri de nisip acoperite în permanență slab de apă marină, Recifuri, Straturi cu Posidonia (Posidonion oceanicae).
La baza desemnării sitului se află un număr nedeclarat de specii protejate:
Pe lângă speciile protejate, pe teritoriul sitului au mai fost identificate 9 specii de nevertebrate, 13 specii de pești.